# Mommi Flemister
Louis Momolu "Mommi" Flemister, född 24 mars 1971, är en svensk tidigare handbollsspelare, högerhänt vänsternia, fostrad i Lugi HF.

## Karriär
Mommi Flemister inledde karriären i Lugi HF, och han debuterade i allsvenskan (dåvarande högsta divisionen) säsongen 1989-1990 mot Katrineholms AIK. Han spelade sedan till säsongen 1997-1998 i Lugi. Bästa resultatet nådde klubben 1995-1996, med Ulf Sandgren som tränare, då man nådde SM-final men besegrades av Redbergslid IK i finalen. 1998 blev han proffs i HSG Nordhorn och spelade för klubben 1998-2001. Återkom till Lugi 2001-2002 men fick hälseneruptur vänster ben men återkom i slutspelet där Lugi åkte ut mot Drott i semifinalen. 2002-2003 spelade han i Stavanger IF i Norge men återvände efter ett år. 2003-2004 spelade han åter för Lugi men denna säsong  missade klubben slutspelet. Säsongen efteråt fick han hälseneruptur på höger ben och blev åter långtidsskadad och var borta till mars 2005. Lugi förlorade mot IK Sävehof i kvartsfinalen. Då han återkom säsongen efteråt fick han slippa styrketräningen.
2006 slutade Mommi Flemister med handbollen. Mommi Flemister gjorde 1221 mål i Lugitröjan, näst mest i Lugis historia. Han spelade 324 matcher för Lugi.
I landslaget spelade Mommi Flemister åtta landskamper 1991 till 1997 och gjorde 14 mål. Han tog sig aldrig riktigt in i "Bengan Boys".
Efter handbollskarriären flyttade Flemister till Liberia i Afrika där han arbetar med att stärka handbollen i landet.